# Vilanova de Prades
Vilanova de Prades è un comune spagnolo di 143 abitanti situato nella comunità autonoma della Catalogna.